# Lucio Atilio Lusco
Lucio Atilio Lusco (fl. V secolo a.C.) tribuno consolare romano.

## Consolato
Lucio Atilio Lusco fu eletto tribuno consolare a Roma nel 444 a.C., con i colleghi Tito Clelio Siculo e Aulo Sempronio Atratino.
(Tito Livio, "Ab Urbe Condita", IV, 7)
Dopo tre mesi si dovette dimettere, con gli altri colleghi, in quanto gli auguri avevano decretato che la loro nomina non era stata regolare.
(Tito Livio, "Ab Urbe Condita", IV, 7)